# Caparrosa
Caparrosa is een plaats (freguesia) in de Portugese gemeente Tondela en telt 910 inwoners (2001).